# Tanda (Rampur)
Tanda es una ciudad y municipio situada en el distrito de Rampur en el estado de Uttar Pradesh (India). Su población es de 48059 habitantes (2011). 

## Demografía
Según el censo de 2011 la población de Tanda era de 48059 habitantes, de los cuales 25160 eran hombres y 22899 eran mujeres. Tanda tiene una tasa media de alfabetización del 57,46%, inferior a la media estatal del 67,68%: la alfabetización masculina es del 62,29%, y la alfabetización femenina del 52,04%.